# Der Himmel wird warten
Der Himmel wird warten ist ein französisches Filmdrama von Marie-Castille Mention-Schaar aus dem Jahr 2016.

## Handlung
Der Film verfolgt die Geschichte der Jugendlichen Sonia und Mélanie und ihrer Eltern.
Sonia ist 17, hat eine jüngere Schwester und sich, ohne dass ihre Eltern etwas mitbekommen hätten, dem IS zugewandt. Eines Tages wird sie überraschend von der französischen Polizei festgenommen, da sie mit anderen einen Anschlag in Frankreich geplant haben soll. Sie erhält Hausarrest und darf weder Zugang zu Handys noch dem Internet haben. Ihre Eltern stehen der Radikalisierung der Tochter hilflos gegenüber. Mithilfe von Dounia Bouzar lernen sie die Hintergründe von Anwerbungen aus dem arabischen Raum kennen und können langsam wieder den Kontakt zu ihrer Tochter aufbauen. Sonia kann nach einiger Zeit wieder in die Schule gehen und erkennt, dass sie den falschen Weg eingeschlagen hatte.
Mélanie ist 16 Jahre alt, ein Einzel- und Scheidungskind und führt ein normales Leben mit ihrer Mutter. Sie spielt ein Instrument, interessiert sich für Make Up und Kleider und engagiert sich ehrenamtlich. Regelmäßig besucht sie ihre Oma im Altersheim. Eines Tages erhält sie im Netz eine Freundschaftsanfrage eines Mannes, der sich épris de liberté („Freigeist“) nennt, später den Namen Mehdi angibt und sich schließlich Abou Hussein nennt. Als Mélanies Oma stirbt, steht Mehdi ihr im Netz bei. Er beginnt, sie mit dem Islam vertraut zu machen und schickt ihr Videos, die sie für Verschwörungstheorien empfänglich machen. Ihre Freunde machen sich über Mélanies Theorien lustig; Mehdi jedoch flirtet im Netz mit ihr, macht ihr Komplimente und verspricht schließlich, sie zu heiraten. Mélanie beginnt zu beten und zunächst ein Kopftuch und später sogar einen Niqab zu tragen, den Mehdi ihr schickt. All das hält sie vor ihrer Mutter Sylvie geheim. Eingeweiht ist nur eine muslimische Freundin, die irritiert reagiert, als Mélanie die Gebetsregeln noch strenger auslegt als sie.
Ein dritter Handlungsstrang beschäftigt sich mit Sylvies Leben, nachdem Mélanie nach Syrien zum IS gegangen ist. Sylvie macht sich Vorwürfe, keine gute Mutter gewesen zu sein, und verzweifelt an der Untätigkeit der Behörden. Sie will selbst nach Syrien reisen, um Mélanie zu retten, doch niemand weiß, wo die junge Frau ist. In Dounia Bouzars Sitzungen wird deutlich, dass die Jugendlichen in der Regel zwangsverheiratet werden und nicht zurückkehren. Eines Tages wird auch Sonia von ihren Eltern mit zur Sitzung bei Dounia Bouzar gebracht. Sie berichtet von ihren Erfahrungen. Es wird deutlich, dass sie selbst nach Syrien reisen sollte und zwei „Schwestern“ als Begleitung auswählen musste. Eine der Ausgewählten war Mélanie. Während Mélanie nach Syrien flog, brach Sonia im Flughafen ohnmächtig zusammen und blieb daher in Frankreich.

## Produktion

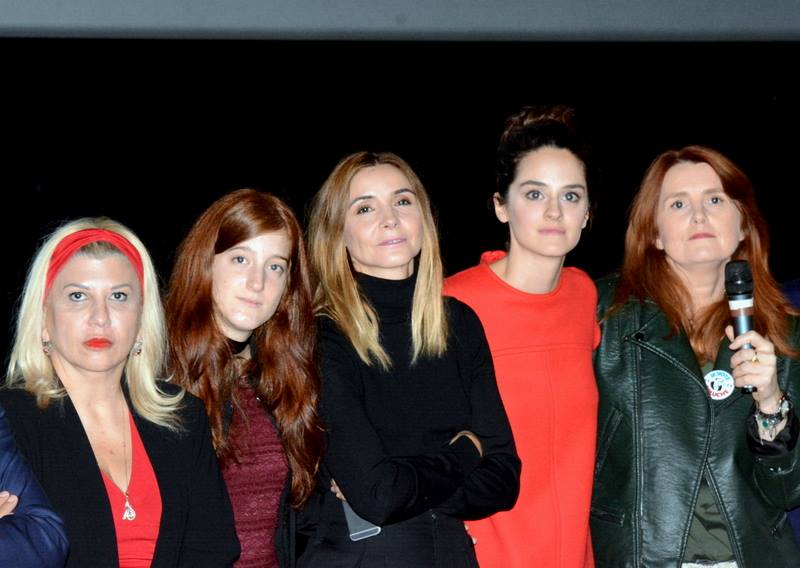
Dounia Bouzar, Naomi Amarger, Clotilde Courau, Noémie Merlant und Marie-Castille Mention-Schaar (v. l. n. r.) bei der französischen Vorpremiere des Films am 4. Oktober 2016

Der Himmel wird warten ist der vierte Spielfilm, bei dem Marie-Castille Mention-Schaar Regie führte. Der Film basiert lose auf Dounia Bouzars Sachbuch Ils cherchent le paradis, ils ont trouvé l’enfer. Im Film spielt Bouzar sich selbst. Sie ist Gründerin des Centre de prévention contre les dérives sectaires liées à l’islam (CPDSI), das sich wie im Film dargestellt mit der Aufklärung von Eltern radikalisierter Jugendlicher beschäftigt, ihnen die Mechanismen der Indoktrination durch fanatische Gruppen erklärt und ihnen hilft, zwischen dem Islam und Gruppen wie dem IS zu differenzieren.
Die Dreharbeiten zum Film begannen am 16. November 2015, nur wenige Tage nach den Terroranschlägen in Paris. Der Film wurde vor allem in Créteil (u. a. Lycée Léon Blum, Centre commercial, Place Salvador Allende) gedreht. Ein weiterer Drehort war der Flughafen Orly. Die Kostüme schuf Virginie Alba, die Filmbauten stammen von Valérie Faynot.
Der Himmel wird warten erlebte am 8. August 2016 auf dem Locarno Festival seine Premiere. Am 5. Oktober 2016 lief er in den französischen Kinos an und war ab dem 23. März 2017 auch in den deutschen Kinos zu sehen.

## Synchronisation
Die deutschsprachige Synchronisation entstand bei der Christa Kistner Synchronproduktion nach einem Dialogbuch von Elke Weber-Moore, die auch die Dialogregie übernahm.
| Rolle              | Darsteller        | Synchronsprecher      |
| ------------------ | ----------------- | --------------------- |
| Sonia Bouzaria     | Noémie Merlant    | Maximiliane Häcke     |
| Mélanie Thenot     | Naomi Amarger     | Lina Rabea Mohr       |
| Catherine Bouzaria | Sandrine Bonnaire | Maud Ackermann        |
| Samir Bouzaria     | Zinedine Soualem  | Johannes Berenz       |
| Sylvie             | Clotilde Courau   | Sabine Arnhold        |
| Yvan               | Yvan Attal        | Viktor Neumann        |
| Richterin          | Ariane Ascaride   | Katarina Tomaschewsky |
| Abou Hussein       | Akim Mebtouch     | Samir Fuchs           |

## Auszeichnungen
Auf dem Locarno Festival wurde Marie-Castille Mention-Schaar 2016 für den Variety Piazza Grande Award nominiert. Noémie Merlant erhielt 2017 eine César-Nominierung in der Kategorie Beste Nachwuchsdarstellerin. Beim Prix Lumières war der Film 2017 für drei Preise in den Kategorien Bestes Drehbuch und Beste Nachwuchsdarstellerin (Naomi Amarger, Noémie Merlant) nominiert.